# Glen Rosa
Glen Rosa är en dal i Storbritannien.   Den ligger i riksdelen Skottland, i den nordvästra delen av landet, 600 km nordväst om huvudstaden London. Glen Rosa ligger på ön Isle of Arran.